# Тингаш
Тингаш — деревня в Буинском районе Татарстана. Входит в состав Альшиховского сельского поселения.

## География
Располагается на правом берегу Карлы в 7 километрах к юго-западу от Буинска. На западе примыкает к селу Альшихово.
Через деревню проходит автодорога Буинск — Шемурша.

## История
Известна с 1669 года.
Основана чувашами, приехавшими из Ядринского района.
На 1859 год в удельной деревне Тиньгаши Буинского уезда Симбирской губернии было 40 двора,  223 муж. и 230 жен. имелась мечеть.
В «Списке населенных мест по сведениям 1859 года», изданном в 1863 году, населённый пункт упомянут как удельная деревня Тиньгаши 2-го стана Буинского уезда Симбирской губернии. Располагалась на правом берегу реки Карлы, на коммерческом тракте из Буинска в Алатырь, в 5 верстах от уездного города Буинска и в 45 верстах от становой квартиры в удельной деревне Шихарданы. В деревне, в 40 дворах проживали 453 человека (223 мужчины и 230 женщин), была мечеть.
С 1720-х годов жители входили в категорию государственных крестьян, в 1835-60-х годах находились в подчинении Удельного ведомства. Занимались земледелием, разведением скота, лесопильным промыслом. В начале XX века в деревне функционировали мечеть, медресе, церковно-приходская школа, 8 торгово-промышленных заведений. В этот период земельный надел сельской общины составлял 849,5 десятин.
До 1920 года деревня входила в Рунгинскую волость Буинского уезда Симбирской губернии. С 1920 года в составе Буинского кантона Татарской АССР. С 10 августа 1930 года в Буинском районе.

## Население
- 1859 г. — 53
- 1897 г. — 776
- 1913 г. — 774
- 1920 г. — 1108
- 1926 г. — 483
- 1938 г. — 927
- 1949 г. — 798
- 1958 г. — 759
- 1970 г. — 734
- 1979 г. — 688
- 1989 г. — 511
- 2002 г. — 422
- 2010 г. — 428